# 橋底辣蟹
橋底辣蟹（英文： Under Bridge Spicy Crab）發源自香港香港島灣仔駱克道的橋底辣蟹——一家以海鮮為主的避風塘中式食肆，於1990年代創業，獲獎無數，更有「明星飯堂」及「名人飯堂」等稱譽，最著名菜式為橋底辣蟹、特大瀨尿蝦皇，及近年自置工場的港式燒味等。
橋底辣蟹於2010年獲CNNGo「香港精選食肆」名單推介的餐廳之一。顧客包括商界、政治人物、中國大陸、香港、台灣及韓國等藝人及運動員等都有光顧。

## 歷史
橋底辣蟹於1990年代創業，初時於鵝頸橋橋底，後來於灣仔開設首間店舖，2014年於上海SOHO再開設第4分店。